# Larus
Genre

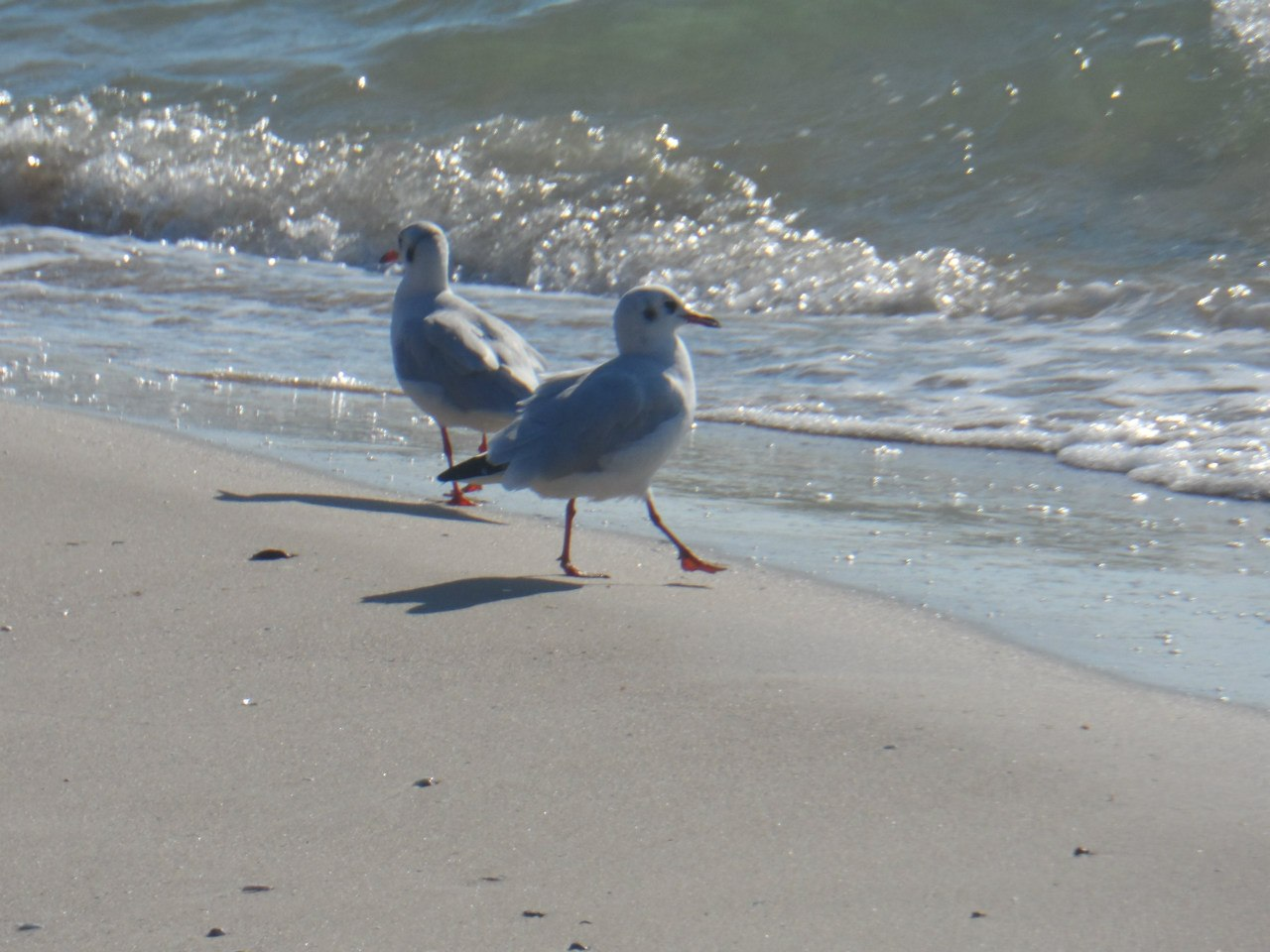

Larus est un genre d'oiseaux regroupant aujourd'hui la quasi-totalité des espèces nommées « goéland ». Ce sont des oiseaux marins de la famille des laridés dans l'ordre des Charadriiformes. Ils sont de moyenne à grande taille et de couleur générale blanche ou grise, souvent avec des taches noires sur la tête ou sur les ailes. Une étude de 2005 a conduit à une profonde révision de sa définition.

## Systématique
En dépit de la reconnaissance ancienne de plusieurs groupes considérés comme des genres au sein des Larinae et de la résurgence régulière de cette manière de voir jusqu'à présent, la tendance à regrouper la quasi-totalité, et parfois la totalité des mouettes et goélands dans l'unique genre Larus a été très forte tout au long du XXe siècle. Le plus souvent, sur la cinquantaine de représentants des Larinae, le genre Larus n'écartait que six mouettes correspondant aux genres Creagrus, Pagophila, Rhodostethia et Xema (tous monospécifiques), et Rissa (deux espèces) ; le goéland de Scoresby (Leucophaeus scoresbii) était aussi fréquemment intégré au genre Larus. Ce système a prévalu jusqu'au début du XXIe siècle.
En 2005, une étude de phylogénie moléculaire portant pour la première fois sur la totalité des espèces reconnues de goélands et de mouettes (53 espèces) montrait que le genre Larus ainsi conçu n'était pas monophylétique. Confirmant les conclusions de deux études antérieures, l'une portant sur la morphologie, l'autre sur des caractères moléculaires, elle préconisait la dissociation de Larus en six genres :
- Chroicocephalus : les mouettes « masquées » (11 espèces, dont la mouette rieuse)
- Hydrocoloeus : la mouette pygmée et la mouette rosée
- Ichthyaetus : les mouettes et goélands « à tête noire » (6 espèces, dont la mouette mélanocéphale)
- Larus : les grands goélands « à tête blanche » (plus de 20 espèces)
- Leucophaeus : les mouettes et goélands « à capuchon » (5 espèces, dont la mouette de Franklin)
- Saundersilarus : la mouette de Saunders.

Certaines de ces recommandations ont été immédiatement acceptées par la communauté internationale (Chroicocephalus, Hydrocoloeus pour la mouette pygmée), ; les autres font encore l'objet de débats.

## Liste des espèces
Selon la classification de référence du Congrès ornithologique international (15.1, 2025) il se répartit en 25 espèces (ordre philogénique) :
- Larus pacificus Latham, 1801 — Goéland austral ;
- Larus belcheri Vigors, 1829 — Goéland siméon ;
- Larus crassirostris Vieillot, 1818 — Goéland à queue noire ;
- Larus atlanticus Olrog, 1958 — Goéland d'Olrog ;
- Larus heermanni Cassin, 1852 — Goéland de Heermann ;
- Larus canus Linnaeus, 1758 — Goéland cendré ;
- Larus brachyrhynchus Richardson, 1831 — Goéland à bec court ;
- Larus delawarensis Ord, 1815 — Goéland à bec cerclé ;
- Larus livens Dwight, 1919 — Goéland de Cortez ;
- Larus occidentalis Audubon, 1839 — Goéland d'Audubon ;
- Larus cachinnans Pallas, 1811 — Goéland pontique ;
- Larus dominicanus Lichtenstein, 1823 — Goéland dominicain ;
- Larus argentatus Pontoppidan, 1763 — Goéland argenté ;
- Larus vegae Palmén, 1887 — Goéland de la Véga ;
- Larus mongolicus Sushkin, 1925 — Goéland de Mongolie ;
- Larus michahellis Naumann, JF, 1840 — Goéland leucophée ;
- Larus armenicus Buturlin, 1934 — Goéland d'Arménie ;
- Larus marinus Linnaeus, 1758 — Goéland marin ;
- Larus hyperboreus Gunnerus, 1767 — Goéland bourgmestre ;
- Larus fuscus Linnaeus, 1758 — Goéland brun ;
- Larus californicus Lawrence, 1854 — Goéland de Californie ;
- Larus smithsonianus Coues, 1862 — Goéland hudsonien ;
- Larus glaucescens Naumann, JF, 1840 — Goéland à ailes grises ;
- Larus schistisagus Stejneger, 1884 — Goéland à manteau ardoisé ;
- Larus glaucoides Meyer, B, 1822 — Goéland arctique.